# 薩瑟克
萨瑟克（發音：/ˈsʌðərk/ SUDH-ərk（ⓘ）
）是英國中倫敦的一個地區，是薩瑟克區的一部分。它位於查令十字以東1.5英里（2.4），北面處於泰晤士河畔，是倫敦最古老的地區之一。大倫敦政府的市政廳位於此地。

## 友好城市
- 法國 克利希

## 擴展閱讀
- John Timbs, ,  2nd, London: J.C. Hotten, 1867, OCLC 12878129
- Findlay Muirhead (编), ,  2nd, London: Macmillan & Co., 1922, OCLC 365061

## 外部連結
- 中的“薩瑟克”
- Digital Public Library of America. Works related to Southwark, various dates
- Southwark Council （页面存档备份，存于）